# Апсілія
Апсілія — піздньоантичне та ранньосередньовічне державне утворення племені апсілів. В 730-х роках було приєднано до держави Абазгія.

## Історія
Відомо з I століття н. е. Сформувалося з племінного союзу апсілів. Перша згадка про Апсілію міститься в праці давньоримського історика Плінія Старшого. Також про Апсілію згадує Арріан. На цей час входило до сфери впливу Римської імперії. В цей час відбувається внутрішнє зміцнення, запроваджуються перші закони правителем Юіланом. Саме ім'я свідчить про римську орієнтацію. Наступні правителі називали себе Юліанідами, але наскільки вони були родичами Юліана є дискусійним.
Десь наприкінці IV або напочатку V ст. Апсілія входить до складу царства Лазика, але зберігає внутрішню автономію. Фактичними справами й надали опікувалася місцева знать. У 450—460-х роках потрапляє у залежність від Іберійського царства, але до 480-х років знову повертається до сфери впливу Лазики.
У 540—550 роках тут панував Опсіт, представник лазької правлячої династії. Після придушення його повстання візантійцями вплив Лазики зменшується, а місцева знать все більше орієнтується безпосередньо на Візантію. десь у VII ст. місцеві правителі отримують візантійський титул архонтів, але повноваження їх невідомі, оскільки зберігають вплив намісники царів Лазики. Саме в цей час переноситься столиця до Себастопола.
З 705 року Апсілія зазнає потужних нападів арабів. Боротьбу очолив архонт Марін (в інших джерелах — Маріан), що користувався підтримкою візантійців та був в союзі з Абазгією і Місімнією. Проте до 711 року Апсілія зазнала чималих руйнувань, що визначало остаточний занепад. Після 736 року Леон I, архонт Абазгії, після успішних кампаній проти арабів приєднав Апсілію до своїх володінь.

## Територія
Розташовувалося між річками Псирцха (неподалік нинішнього Нового Афона) і до фортеці Цибілій. Складалася з двох історичних областей — Гума і Абжуа. Найважливіші міста і фортеці: Тусуме, Цібіла, Пуста, Цкибин, Скотор, Моква.

## Господарство
Основу становила Цебельдинська культура, що сформувалася на основі колхідської культури. Було розвинено гончарство, обробка металів, торгівля з портами Римської імперії. Характерними тільки для цієї культури є сокири місцевого виробництва з досить довгим трубчастим вушком, борідкою, яка звисає. Апсіли перестали споруджувати свої поховання-могильники наприкінці VII — початку VIII ст. внаслідок арабських вторгнень.
Користувалися спочатку римськими, потім візантійськими монетами (переважно срібними), а також використовували монети, викарбувані в Каппадокії. Важливими торговельними центрами була столиця Апсілії — Себастопол — у форт-місто Цибілій (в подальшому відомий як Цебельда). Археологами тут виявлено фортифікаційну систему, 2 зальні церкви, лазню, сільськогосподарські комори, водосховище, водопровід.